# Władcy Tybetu
Poniżej znajduje się lista władców Tybetu.

## Pierwsze królestwo
Dynastia z Jarlungu
- Niatri Tenpo (IV wiek p.n.e.)
- Mutri Tenpo
- Dingtri Tenpo
- Sotri Tenpo
- Mertri Tenpo
- Dakrri Tenpo
- Siptri Tenpo
- Drigum Tenpo
- Chatri Tenpo
- Esho Lek
- Desho Lek
- Tisho Lek
- Guru Lek
- Trongzhi Lek
- Isho Lek
- Zanam Zindé
- Detrul Namshungtsen
- Senöl Namdé
- Senöl Podé
- Senöl Nam
- Senöl Po
- Degyel Po
- Detrin Tsen
- Tori Longtsen
- Tritsen Nam
- Tridra Pungtsen
- Tritog Jetsen
- Lha Tototi Nyentsen
- Trinyen Zungtsen
- Drongnyen Devu
- Mülong Könpa Trashi (579–601)
- Namri Lontsen (601–629)
- Soncen Gampo (617–649)
- Gungri Gungtsen (649–653)
- Mangsong Mangtsen (653–679)
- Düsong Mangpojé (679–704)
- Tridé Tsuktsen (704–755)
- Trisong Decen (755–797)
- Muni Tenpo (797–799)
- Mutik Tenpo (799–817)
- Ralpaczen (817–836)
- Langdarma (836 lub 838–842)

W 842 rozpad na kilka drobnych państewek

## Mongolscy władcy Tybetu
- Sakja Pandita (1249–1253)
- Pagpa (1253–1280)
- Rinchen Tisri (1280–1282)
- Dharmapalrakshita Tisri (1282–128?)
- Yeshe Richen Tisri (128?–1295)
- Tragpa Öser Tisri (1295–1303)
- Richen Gyantsen Tisri (1303–1304)
- Dorje Pal Tisri (1304–1313)
- Sangye Pal Tisri (1313–1316)
- Kunga Lotro Tisri (1316–1327)
- Kunga Lekpa Chungne Tisri (1327–1330)
- Kunga Gyantsen Tisri (1330–1358)

## Drugie królestwo
Dynastia Pagmotru
- Chang-chub (1350–1364)
- Sakya Gyantsen (1364–1373)
- Trakpa Richen (1373–1386)
- Trakpa Chang-chub (1386–1381)
- Sonam Tralepa (1381–1443)
- Trakpa Chungne (1443–1465)
- Sangye Gyantesen Pal Zangpo (1465–1481)

Dynastia Rimpung
- Dön-yö Dorje (1481–1522)
- Ngawang Namgye (1522–1550)
- Töndup Tseten (1550–1565)

Dynastia Tsang
- Karma Tseten (1565–1582)
- Lhawang Dorje (1582–1603)
- Phüntso Namgye (1603–1621)
- Karma Ten-Kyong (1621–1642)

Dynastia mongolska
- Gusri Chan (1642–1655)
- Dayan Chan (1655–1668)
- Tenzin Dalai Chan (1668–1696)
- Lhabzang Chan (1696–1717)

okupacja dżungarska 1717–1720
Dynastia mandżurska
- Phola Sonam Topbgye (1728–1747)
- Gyurmé Namgyal (1747–1750)

przekazanie przez Chińczyków władzy dalajlamie

## Dalajlamowie władający Tybetem
- Kelzang Gjaco (1751–1757)
- Jamphel Gjaco (1758–1804)
- Lungtok Gjaco (1806–1815)
- Cultrim Gjaco (1816–1837)
- Khedrup Gjaco (1838–1856)
- Trinlej Gjaco (1856–1875)
- Thubten Gjaco (1876–1933)
- Tenzin Gjaco (od 1933, od 1959 na emigracji)

Od 1950 Tybet należy do Chin, poza Chinami istnieje Centralny Rząd Tybetański, kierowany przez XIV Dalajlamę, tj. tybetański rząd na uchodźstwie z siedzibą w Dharamsali w Indiach, który wybiera premierów Tybetu (Kalon Tripa) na emigracji od 1959.